# Johann Nepomuk Wilczek

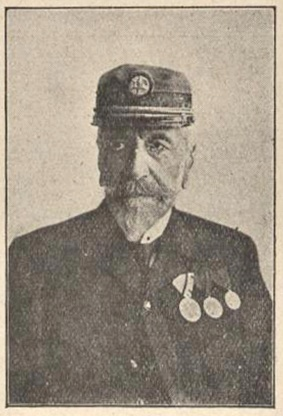
Johann Wilczek w mundurze wiedeńskiej służby ratowniczej

Johann Nepomuk Wilczek (ur. 7 grudnia 1837 w Wiedniu, zm. 27 stycznia 1922 tamże) – austriacki mecenas sztuki oraz badacz-polarnik pochodzenia polskiego; hrabia.

## Młodość
Hrabia Wilczek wywodził się z polskiej szlacheckiej rodziny Wilczków. Studiował archeologię, historię sztuki i nauki przyrodnicze. W 1863 odbył podróż do Rosji, w tym na Krym i Kaukaz. W 1866 brał udział jako ochotnik w wojnie austriacko-pruskiej. W latach 1868 do 1870 podróżował po Afryce.

## Wyprawy na biegun północny
Johann Wilczek był głównym sponsorem austro-węgierskiej wyprawy na Biegun Północny, którą dowodzili Julius von Payer i Karl Weyprecht, w latach 1872–1874. Jego wkład finansowy był znacznie większy niż drugiego sponsora tej wyprawy, węgierskiego księcia, Ödöna Zichy'ego (1811–1894).
Od roku 1875 graf Wilczek piastował stanowisko prezydenta Austriackiego Towarzystwa Geograficznego, wspierając budowę polarnych stacji meteorologicznych. Austriacka stacja pogodowa na wyspie Jan Mayen została całkowicie wybudowana i wyposażona w 1882 r. z jego środków.
Na jego cześć nazwane zostały Ziemia Wilczka oraz Wyspa Wilczka w arktycznym archipelagu Ziemia Franciszka Józefa, a także Przylądek Wilczka (Wilczekodden), obok którego znajduje się Polska Stacja Polarna Hornsund, oraz dolina Wilczekdalen na wyspie Jan Mayen.

## Mecenas sztuki
Hrabia Wilczek był założycielem Wiedeńskiego Towarzystwa Miłośników Sztuki (Gesellschaft der Wiener Kunstfreunde). Zlecił odbudowę zamku Kreuzenstein, niedaleko Wiednia. Obecnie znajduje się tam muzeum z jego kolekcją dzieł sztuki.